# Justine Henin
Justine Henin (Liegi, 1º giugno 1982) è un'allenatrice di tennis ed ex tennista belga.
Nata a Liegi, in Vallonia, la regione francofona del Belgio, all'epoca del suo matrimonio con Pierre-Yves Hardenne, avvenuto il 16 novembre 2002 e terminato nel gennaio del 2007, il suo nome ufficiale era Justine Henin-Hardenne.
In carriera ha vinto 43 titoli WTA, di cui 7 prove del Grande Slam: quattro volte il Roland Garros (di cui tre consecutive), due gli US Open e una l'Australian Open, ed è ritenuta, insieme a Kim Clijsters, una delle tenniste belghe più forti di sempre. Nel suo palmarès figurano inoltre due Masters di fine anno e un oro olimpico alle Olimpiadi di Atene 2004.
Ritiratasi dalle competizioni nel maggio del 2008, mentre era ancora numero uno al mondo, il 22 settembre 2009 ha annunciato il suo ritorno alle gare. Il 26 gennaio 2011 annuncia sul suo sito web il definitivo ritiro dalle gare a causa di un infortunio al gomito subito l'anno precedente a Wimbledon.
Nel 2016 è stata inserita nella International Tennis Hall of Fame.

## Carriera tennistica

### Esordi
La Henin fa la sua prima apparizione nel circuito ITF nel novembre del 1996, partecipando al torneo di Maiorca, nel quale giunge sino al secondo turno. Nel 1997, nel mese di maggio, a Le Touquet, batte in finale Camilla Kremer e si aggiudica il primo torneo ITF alla terza partecipazione a uno di questi tornei. Ad agosto vince un altro torneo ITF a Koksijde, in Belgio, superando in finale Noelia Serra.
Ma è nel 1998 che la Henin inizia a dare sfoggio di una buona continuità di risultati: ad aprile vince l'ITF di Gelos superando Aurélie Védy in finale; a maggio bissa a Grenelefe, in Florida, battendo Jane Chi. A un'estate poco brillante fa seguito la finale a ottobre ottenuta all'ITF di Joué-lès-Tours, in cui perde contro Amanda Hopmans, ma a novembre torna prontamente alla vittoria nell'ITF di Ramat HaSharon trionfando su Patricia Wartusch.

### 1999
Durante quest'anno avviene il passaggio al professionismo della giocatrice belga. A marzo affronta il torneo ITF di Reims partendo dalle qualificazioni arrivando sino alla finale, in cui affronta la connazionale Kim Clijsters, altra grande promessa, per batterla con un doppio 6-4. Questo successo le vale la convocazione per la Fed Cup nella sfida tra Belgio e Olanda: la Henin ottiene due vittorie nel singolare. Partecipa poi all'ITF di Atene, in cui raggiunge la semifinale.
Grazie a una wild card Justine debutta nel circuito WTA al torneo di Anversa, dove vince a sorpresa il torneo battendo in finale la Pitkowski, allora nº35 del ranking. La belga, galvanizzata dal primo trofeo, affronta le qualificazioni del Roland Garros, superandole fermandosi al secondo turno contro la nº2 del ranking Lindsay Davenport. Per via di qualche problema fisico i suoi impegni estivi sono ridotti.
Si presenta agli US Open dove viene eliminata al primo turno dall'astro nascente francese Amélie Mauresmo per 6-1 6-4. In seguito Justine raggiunge i quarti nel torneo WTA del Lussemburgo, le semifinali all'ITF di Poitiers e di nuovo i quarti nel WTA di Quebec City. La belga chiude l'anno con il torneo WTA di Philadelphia, fermandosi al secondo turno, dopo avere sconfitto una delle nuove promesse del tennis femminile, la n.12 del ranking Anna Kurnikova. Chiude la stagione al 69º posto del ranking WTA.

### 2000
A inizio stagione, partendo dalle qualificazioni, la belga raggiunge i quarti nel torneo di Hobart, perdendo da Chanda Rubin, mentre all'Australian Open esce al secondo turno contro la nº1 del ranking WTA Martina Hingis, che la sconfigge con un duplice 6-3. Qualche guaio fisico la costringono a uno stop di alcuni mesi, prima del rientro sull'erba non molto fortunato, in particolare a Wimbledon in cui deve scontrarsi già al primo turno contro Arantxa Sánchez Vicario a cui strappa comunque un set.
Raggiunge in seguito i quarti al torneo di Palermo e soprattutto si aggiudica il torneo ITF di casa, a Liegi. Si qualifica per il torneo di New Haven, uscendo al secondo turno contro Amanda Coetzer. Disputa un buon US Open, battendo la Kurnikova al terzo turno 6-4 7-6, per poi perdere nettamente contro la nº2 del ranking Lindsay Davenport 6-0 6-4. Ciò nonostante il quarto turno le vale l'ingresso nelle top 50.

### 2001: prima finale Slam e vittoria in Fed Cup
L'anno nuovo si apre con il piede giusto per la belga. In Australia infila una doppietta: prima si aggiudica il torneo di Goald Coast battendo in finale l'italiana Silvia Farina, poi quello di Canberra superando la Testud. Agli Australian Open si ferma al quarto turno per mano della nº4 del ranking Monica Seles che ha la meglio per 4-6 6-4 6-4, in un match equilibratissimo che rivela pienamente l'enorme potenziale della belga. Justine colleziona poi due eliminazioni al terzo turno sul cemento americano: a Indian Wells esce per mano di quella che sarà la sua grande rivale, la connazionale Kim Clijsters che la batte 1-6 6-4 6-3, mentre a Miami è Tathiana Garbin a infliggerle un netto 6-3 6-1.
La stagione sulla terra è molto buona: centra le semifinali all'Estoril, perdendo a sorpresa contro Montolio, ad Amburgo esce nei quarti dopo un match combattuto con Amanda Coetzer. Ma i risultati migliori sono al Tier I di Berlino e al Roland Garros. In Germania elimina al terzo turno la nº2 del ranking Venus Williams per 6-1 6-4, ritirandosi in semifinale contro Jennifer Capriati. A Parigi giunge da nº16 del ranking e raggiunge le semifinali, dove ritrova Kim Clijsters che le infligge una nuova pesante sconfitta per 2-6, 7-5, 6-3.
Grazie alle semifinali la belga fa per la prima volta il suo ingresso nella top ten del ranking, piazzandosi al nº9. Ancora più ricca di soddisfazioni è la stagione sull'erba, in cui a 's-Hertogenbosch si prende una piccola rivincita sulla Clijsters superandola in finale 6-4, 3-6, 6-3. Poi a Wimbledon disputa un torneo di valore assoluto: arrivando in semifinale e sconfiggendovi la nº4 del ranking Jennifer Capriati per 2-6, 6-4, 6-2. In finale incontra l'americana Venus Williams dove si arrende per 6-1, 3-6, 6-0.
Raggiunge i quarti sia nel Tier I di Toronto, sconfitta da Monica Seles, che nel torneo di New Haven, dove perde ancora per mano di Venus Williams in tre set. Allo US Open la sua corsa si interrompe al quarto turno dove è battuta da Serena Williams. Raggiunge in seguito la finale del torneo delle Hawaii, dove è costretta a ritirarsi contro la Testud. A Filderstadt giunge in finale dove si arrende al termine di un bell'incontro a Lindsay Davenport per 7-5 6-4. Justine si qualifica per il Championships di fine anno, in cui raggiunge i quarti battuta da Serena Williams. Chiude la stagione al settimo posto della classifica mondiale.

### 2002
Il 2002 si apre con la sconfitta in finale contro Venus Williams a Gold Coast. La settimana successiva a Sydney perde nei quarti l'ennesimo duello contro la connazionale Clijsters, così come all'Australian Open, ancora ai quarti, sempre contro Kim. Justine arriva in finale al torneo di Anversa, in cui rinnova la sfida contro Venus perdendo in tre set. Sul cemento americano ottiene risultati modesti: terzo turno a Indian Wells, dove esce per mano della Hantuchová, e un'uscita al primo turno a Miami per mano della Smashnova.
La belga ha modo di rifarsi subito, raggiungendo la finale sulla terra verde di Amelia Island, ancora sconfitta 7-6 al terzo set da Venus Williams. In Fed Cup ottiene due brillanti vittorie contro le australiane Molik e Stosur. Sulla terra di Berlino sconfigge prima in semifinale la nº2 del seeding, l'americana Capriati, e poi in finale Serena Williams. Berlino è il primo torneo WTA Tier I conquistato dalla belga. La belga, galvanizzata da questa vittoria, raggiunge la finale di Roma dove, dopo avere battuto Kim Clijsters in semifinale, perde contro Serena Williams.
Questi risultati consentono a Justine Henin di issarsi sino alla posizione numero 5 del ranking WTA. La belga si presenta a Parigi non in buona salute e va sorprendentemente fuori al primo turno contro l'ungherese Kapros, nº179 del ranking. A Wimbledon la belga, tornata in salute, dimostra per l'ennesima volta le sue potenzialità eliminando Elena Dement'eva e Monica Seles nei quarti, arrendendosi infine nuovamente di fronte a Venus Williams in semifinale.
Sul cemento americano la belga ottiene un quarto a Montréal, sconfitta dalla Capriati, e un quarto turno allo US Open, in cui esce per mano di Daniela Hantuchová al tie-break del terzo set. A Lipsia Justine si prende la rivincita contro la slovacca nei quarti, ma in semifinale incappa in un'altra sconfitta contro una delle Williams, questa volta Serena. Seguono una semifinale a Zurigo e soprattutto la vittoria nel torneo di Linz, in cui supera in finale Alexandra Stevenson. La belga si qualifica ai Championships WTA di fine anno, battendo la Dementieva al primo turno e perdendo al secondo contro la connazionale Clijsters.

### 2003: numero uno al mondo, primo Roland Garros e primo US Open
Il 7 giugno 2003 vinse il suo primo torneo del Grande Slam, l'Open di Francia, sconfiggendo la connazionale Kim Clijsters. Il 7 settembre dello stesso anno vince anche il secondo torneo dello Slam l'US Open, sempre contro la Clijsters. In quell'occasione raggiunse la finale dopo avere sconfitto solo diciotto ore prima in semifinale Jennifer Capriati, in un incontro durato 3 ore e 3 minuti.
Il 19 ottobre 2003 raggiunse il primo posto della classifica della WTA, scalzando Kim Clijsters, posizione che mantenne, unica nella storia, per solo una settimana, tuttavia riprese possesso del numero 1 il 10 novembre 2003 (restando consecutivamente al primo posto per 45 settimane) e quindi nominata campionessa del mondo del singolare femminile dall'International Tennis Federation per il 2003.

### 2004: oro olimpico in singolo e primo Australian Open
Per la stagione 2004 si allenò in Florida con Pat Etcheberry, che in passato aveva aiutato altri giocatori di fama internazionale come Pete Sampras, Andre Agassi, Jim Courier e Jennifer Capriati. Il 31 gennaio 2004 Justine vinse il suo terzo Grande Slam agli Australian Open. Nel corso della finale si trovò a sconfiggere ancora una volta la connazionale Kim Clijsters. Il 20 maggio 2004 era testa di serie numero 1 per l'Open di Francia che aveva vinto l'anno prima.
Comunque, ancora afflitta da un'infezione virale contratta pochi mesi prima, perse al secondo turno da Tathiana Garbin, all'epoca numero 86 della classifica WTA. Justine decise di ritirarsi dai tornei successivi di Rosmalen e Wimbledon, ma riscese in campo ad agosto per vincere la medaglia d'oro alle Olimpiadi estive di Atene 2004, dove sconfisse in due set la francese Amélie Mauresmo. Sull'onda dell'entusiasmo e spinta dall'essere campionessa in carica partecipa allo US Open, dove, tuttavia, non riesce ad andare oltre un modesto quarto turno, nel quale è eliminata in modo netto da Nadia Petrova.
La belga decide di proseguire la convalescenza senza scendere in campo, scivolando al numero 8 della classifica WTA e saltando anche il Masters di fine anno. La belga vuole approfittare di questo periodo per dedicarsi anche a specifiche sedute atletiche e allenamenti, ma a dicembre, in uno di questi, si infortuna al ginocchio e deve rimandare il suo rientro.

### 2005: secondo Roland Garros

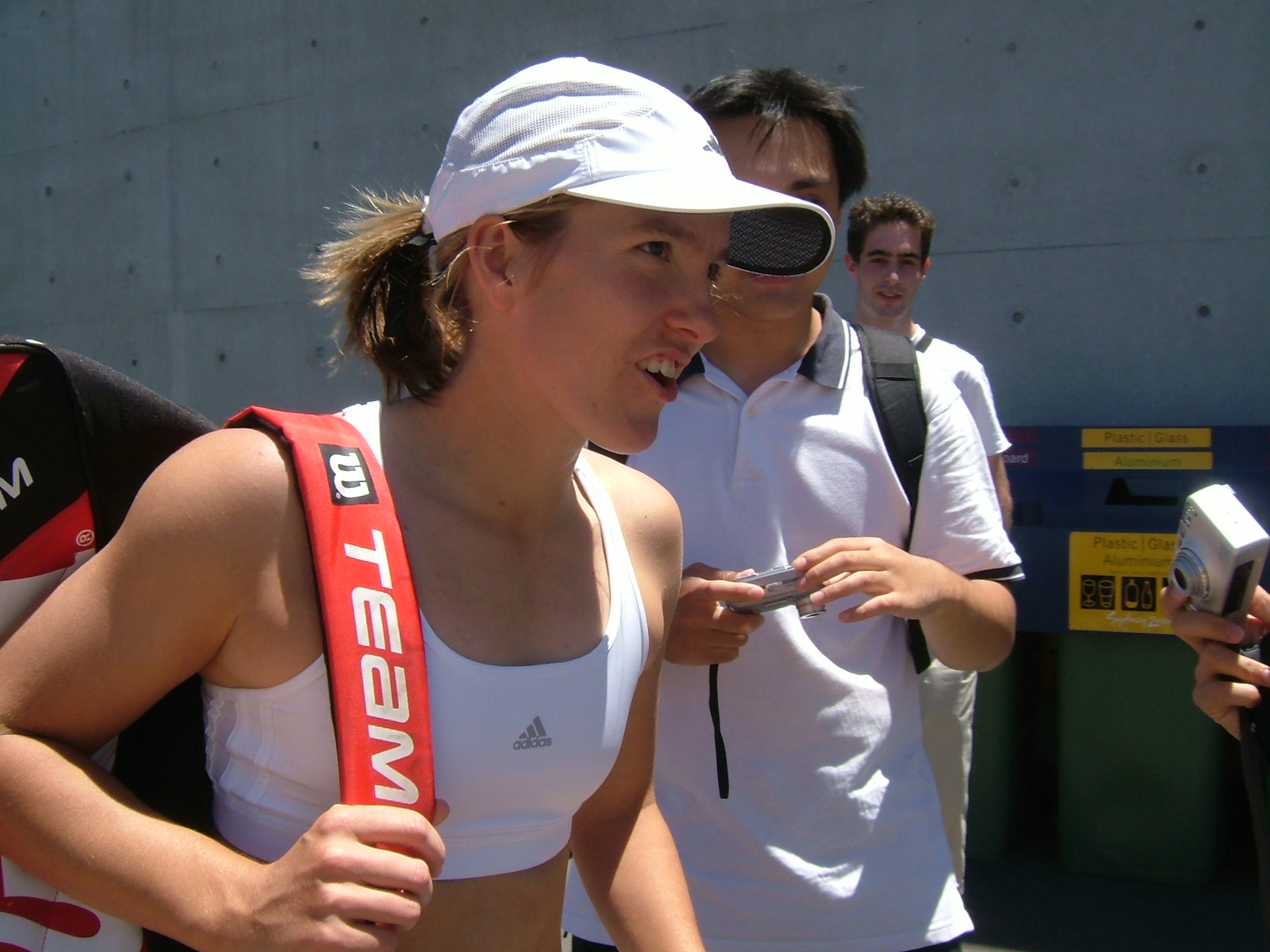
Justine Henin nel 2005

Justine fa il suo rientro alla fine di marzo del 2005, a Miami, in cui dimostra di non essere ancora al top della forma venendo eliminata ai quarti di finale da Marija Šarapova. Al torneo di Charleston, sulla terra battuta, supera in finale la Dement'eva. A Varsavia, dopo avere prevalso sulla Schnyder e la Ivanović, conquista la finale contro la Kuznetsova. Nel Tier I di Berlino si prende una secca rivincita sulla Šarapova nei quarti, e superando la Petrova in finale aggiunge un nuovo trofeo sul rosso che la indica come principale favorita per il successivo Roland Garros.
Il pronostico è confermato dalla netta vittoria in finale contro Mary Pierce, che le vale il secondo titolo a Parigi e il quarto Slam in assoluto. Delude a Wimbledon, eliminata al primo turno dalla Danilidou. Torna a giocare nel torneo di Toronto, perdendo in finale contro Clijsters. La Henin si presenta a Flushing Meadow senza i favori dei pronostici, uscendo al quarto turno contro la Pierce. Chiude la stagione al sesto posto del ranking WTA.

### 2006: terzo Roland Garros
Nel 2006 la Henin si presentò a Sydney, in cui sconfisse la rientrante Martina Hingis al primo turno, in semifinale la Kuznecova e in finale la Schiavone per 4-6, 7-5, 7-5. All'Australian Open la Henin sconfisse la testa di serie nº1 Lindsay Davenport nei quarti, mentre superò la Šarapova in tre set nella semifinale. Contro Amélie Mauresmo in finale, mentre era sotto 6-1, 2-0, la Henin si ritirò dal match a causa di asseriti problemi intestinali. Molti giudicarono il suo ritiro pretestuoso e motivato dal netto predominio della Mauresmo nel corso del match.

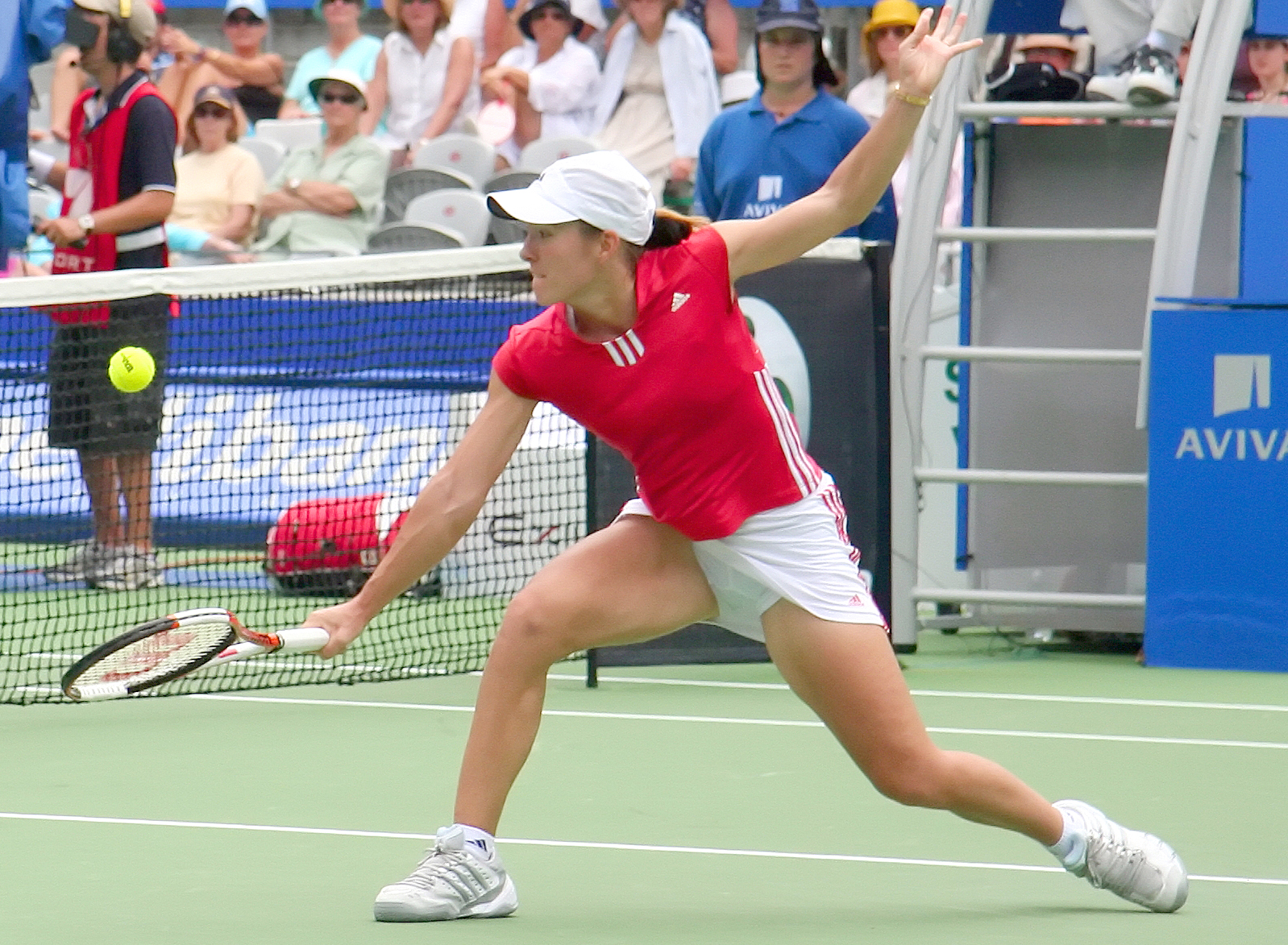
Justine Henin in azione nel 2006

La Henin fu molto criticata, dato che dopo il match contro la Šarapova aveva detto di essere al top della forma e che stava giocando il miglior tennis della sua carriera. Con questo gesto la Henin sarà la prima donna a ritirarsi da una finale dello Slam nell'era Open. In seguito vinse a Dubai contro la Šarapova vincendo 7-5, 6-2. Dopo questa vittoria seguirono diversi risultati deludenti: a Indian Wells perse la semifinale contro Elena Dement'eva 2-6, 7-5, 7-5 e uscì al secondo turno a Miami contro la Shaughnessy per 7-5, 6-4.
A Charleston perse in semifinale contro Patty Schnyder per 2-6, 6-3, 6-2. A Berlino non riuscì a difendere il titolo: batté la Mauresmo in semifinale, ma perse in finale contro la Petrova. Al Roland Garros invece superò nettamente la Cljisters 6-3, 6-2 in semifinale e batté la Kuznecova in finale 6-4, 6-4, conquistando il terzo trofeo parigino senza perdere nemmeno un set. A Eastbourne vinse la finale contro Anastasija Myskina 4-6, 6-1, 7–6(5).
A Wimbledon sconfisse la Cljisters in semifinale 6-4, 7–6(4), In finale, contro la Mauresmo, si aggiudicò il primo set, ma la giocatrice francese innalzò il livello del proprio gioco e si aggiudicò il match 2-6, 6-3, 6-4 grazie a uno splendido tennis. Saltò i tornei di San Diego e Montréal per infortunio, ma partecipò a quello di New Haven che si aggiudicò sconfiggendo la Davenport. Allo US Open batté nuovamente l'americana nei quarti, rischiò in semifinale l'eliminazione contro la sorpresa Jelena Janković, ma approdò in finale dove affrontò la Šarapova che la batté per 6-4, 6-4.
La belga si infortunò alla gamba e fu costretta a dare forfait ai tornei successivi, accelerando la preparazione per rientrare in finale alla Fed Cup contro l'Italia: nonostante l'assenza della Cljisters la Henin riuscì a trascinare il Belgio al doppio decisivo battendo la Schiavone e la Pennetta nei singolari, ma perdendo la sfida decisiva contro la Schiavone e la Vinci in coppia con la Flipkens. Justine si presentò al WTA Tour Championships in lizza per chiudere l'anno al numero 1. Dopo avere perso con la Mauresmo nel round robin la Henin batté la francese in finale per 6-4 6-3. Con questo successo la belga chiuse l'anno al numero 1 del ranking WTA.

### 2007: quarto Roland Garros e secondo US Open

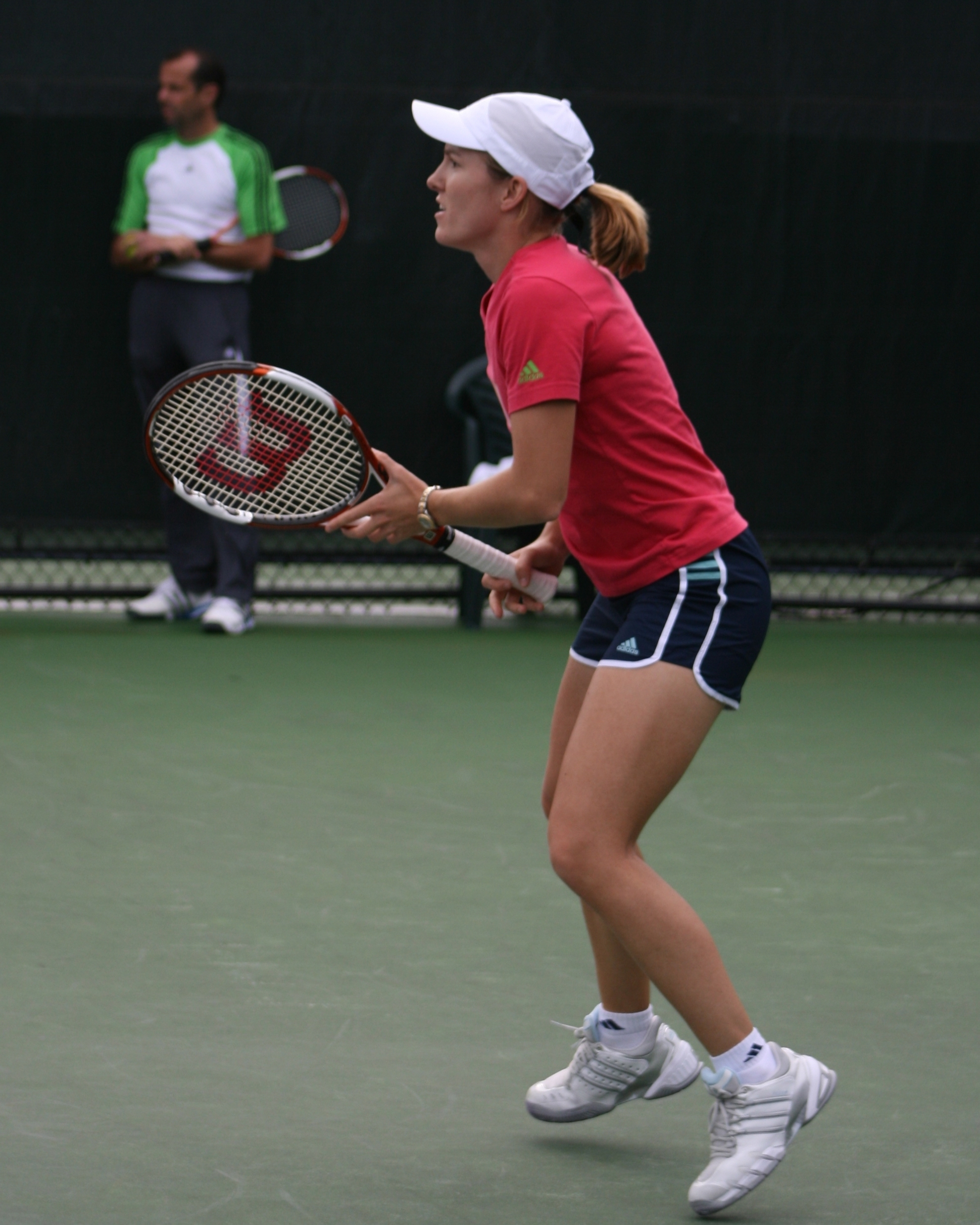
Justine Henin a Miami

Il 2007 tennistico, ma non solo, inizia nel peggiore dei modi per Justine: all'inizio dell'anno la belga annuncia di non potere partecipare ad alcun torneo australiano, Open compreso, perché impegnata nel tentativo di risolvere problemi familiari (divorzio). Questa decisione le farà perdere la testa della classifica WTA al termine dell'Australian Open in favore della Šarapova: posizione che Justine stava ricoprendo da dieci settimane consecutive e che la portavano a un totale di 56 settimane nel calcolo complessivo su tutta la sua carriera.
La belga fa il suo esordio all'Open Gaz de France, mostrando di essere ancora arrugginita e uscendo in semifinale contro la Šafářová. La belga disputa in seguito il torneo di Dubai, in cui arriva in finale dove batte Amélie Mauresmo 6-4 7-5. La Henin dimostra di essere in un ottimo stato di forma anche al torneo di Doha: in finale Justine si impone nettamente in due set sulla Kuznecova, aggiudicandosi il trentesimo trofeo della carriera e avvicinandosi sensibilmente alla Šarapova nel ranking WTA. Decise di non partecipare al torneo di Indian Wells: tuttavia grazie alla precoce eliminazione da quel torneo della nº1 del ranking, Marija Šarapova, torna in testa alla classifica WTA, portando a 58 settimane complessive la sua permanenza al vertice del ranking, che le permette di salire al settimo posto nella graduatoria delle giocatrici calcolata in base alle settimane di permanenza al vertice.
Al Tier I di Miami la Henin rischia l'eliminazione al terzo turno contro la Razzano, ma arriva in finale dove incontra Serena Williams. Il match ha un andamento insolito: la Williams lamentando dolori a un ginocchio perde il primo set 6-0, ma nei due set successivi gioca al meglio, annulla due match point per la belga e si impone per 0-6 7-5 6-3. La belga ha modo di rifarsi prontamente sulla terra di Varsavia, battendo Al'ona Bondarenko in finale 6-1 6-3. La settimana successiva la Henin disputa il Tier I di Berlino ed è costretta dalla pioggia a giocare il match di semifinale contro la Kuznetsova dopo avere concluso in mattinata quello contro la Janković: perde contro la russa 6-4 5-7 6-4.
La belga si ricarica e può così disputare uno splendido Roland Garros nel quale si prende la rivincita nei quarti su Serena Williams, sconfitta 6-4 6-3, piega nuovamente la Janković in semifinale con un doppio 6-2 e infine corona uno splendido torneo giocato a livelli eccelsi e nel quale non ha mai ceduto un set battendo in finale la serba Ana Ivanović per 6-1 6-2 in poco più di un'ora. La Henin continua la serie positiva vincendo sulla Mauresmo in finale sull'erba di Eastbourne. Giunge a Wimbledon con il ruolo di favorita numero 1, ma deve rimandare il sogno di imporsi nell'unico Slam che le manca vendendo battuta in semifinale dalla sorprendente francese Marion Bartoli per 1-6 7-5 6-1.
Ad agosto vince il Tier I di Toronto in finale sulla Janković e a settembre conquista senza troppe esitazioni il suo secondo US Open, battendo nei quarti Serena Williams in due set, poi in semifinale l'altra sorella Williams; in finale affronta Svetlana Kuznecova superandola senza troppi problemi per 6-1 6-3. Il 7 ottobre vince il Porsche Tennis Grand Prix a Stoccarda vincendo in finale contro Tatiana Golovin 2-6 6-2 6-1. Due settimane dopo Justine si ripete al torneo Zürich Open, sconfiggendo ancora una volta la Golovin in due set: 6-4 6-4. L'11 novembre la belga nº1 del mondo vince il Masters WTA di Madrid battendo Maria Šarapova 5-7 7-5 6-3, dopo una maratona di 3 ore 25 minuti, concludendo la sua migliore stagione in carriera con dieci titoli ed entrando nel 2008 con una striscia di 25 vittorie consecutive. Chiude la stagione con ampio margine al primo posto della classifica WTA.

### 2008
L'11 gennaio vince il torneo Medibank International a Sydney, battendo in finale la russa Kuznecova 4-6 6-2 6-4. All'Australian Open il suo torneo termina nei quarti contro la Šarapova dalla quale è sconfitta nettamente per 6-4 6-0. Il 17 febbraio si aggiudica il torneo di Anversa, battendo in finale l'italiana Karin Knapp 6–3 6-3. Il 14 maggio 2008, a 26 anni non ancora compiuti, decide di ritirarsi dal tennis per fare altro nella vita.

### 2010
Nonostante le sue dichiarazioni del 2008 la Henin torna a giocare nel 2010. Fa il suo esordio a Brisbane dove arriva in finale e contro la connazionale Clijsters si arrende solo al terzo set per 7-6(6). Agli Australian Open disputa un grandissimo torneo perdendo solo in finale contro la numero 1 del mondo Serena Williams in un match molto combattuto dove la belga si arrende per 6-4 3-6 6-2. Dopo una discreta stagione sulla terra rossa arriva al Roland Garros come una delle favorite per la vittoria finale. Al terzo turno incontra e supera Marija Šarapova, testa di serie numero 12, ma perde al turno successivo per mano di Samantha Stosur che in quell'edizione raggiungerà la finale.
Arriva a Wimbledon non in ottime condizioni, perdendo al quarto turno contro la sua amica e connazionale Kim Clijsters per 2-6 6-3 6-2. Dopo questo incontro la Henin avrà problemi fisici che non le consentiranno di partecipare agli US Open e la costringeranno ad annunciare il ritiro definitivo dall'attività agonistica all'inizio del 2011 a 28 anni.

## Stile di gioco

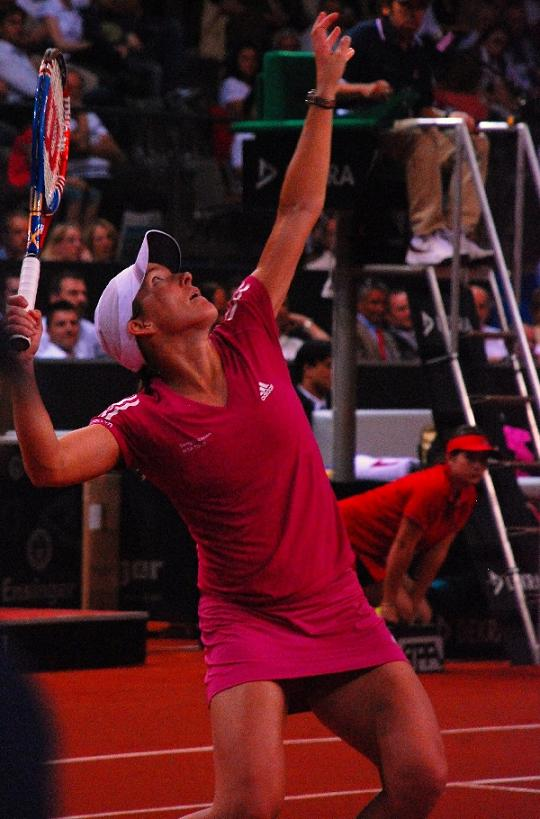
Henin al servizio nel 2010

La tennista Martina Navrátilová ha dichiarato che considera Henin come una sorta di "Roger Federer-donna", perché nel 2007 era "una spanna sopra tutte".
Giocatrice molto versatile, riusciva a cambiare l'atteggiamento di gioco da difensivo a offensivo in poco tempo. Dotata di un rovescio a una mano da manuale, più volte ritenuto dagli esperti "uno dei più bei rovesci della storia", e paragonato a quello di Stefan Edberg, era capace di un aggressivo dritto, che è cambiato molto nel corso della sua carriera, così come il suo servizio. Malgrado la sua statura, Justine Henin riusciva a servire una prima fino ai 190 km/h. Tendeva a rischiare anche la seconda, cosa che le faceva compiere molti doppi falli.
Justine Henin era una delle giocatrici che meglio si esprimeva a rete, tanto da venire considerata la migliore del circuito sotto questo aspetto negli anni della sua carriera.

## Statistiche

### Singolare

#### Vittorie

##### Grande Slam (7)
| Anno | Torneo              | Superficie  | Avversario in finale | Punteggio     |
| 2003 | Open di Francia     | Terra rossa | Kim Clijsters        | 6–0, 6–4      |
| 2003 | US Open             | Cemento     | Kim Clijsters        | 7–5, 6–1      |
| 2004 | Australian Open     | Cemento     | Kim Clijsters        | 6–3, 4–6, 6–3 |
| 2005 | Open di Francia (2) | Terra rossa | Mary Pierce          | 6–1, 6–1      |
| 2006 | Open di Francia (3) | Terra rossa | Svetlana Kuznecova   | 6–4, 6–4      |
| 2007 | Open di Francia (4) | Terra rossa | Ana Ivanović         | 6–1, 6–2      |
| 2007 | US Open (2)         | Cemento     | Svetlana Kuznecova   | 6–1, 6–3      |

#### Sconfitte

##### Grande Slam (5)
| Anno | Torneo              | Superficie | Avversario in finale | Punteggio      |
| 2001 | Wimbledon           | Erba       | Venus Williams       | 1–6, 6–3, 0–6  |
| 2006 | Australian Open     | Cemento    | Amélie Mauresmo      | 1–6, 0–2, rit. |
| 2006 | Wimbledon (2)       | Erba       | Amélie Mauresmo      | 6–2, 3–6, 4–6  |
| 2006 | US Open             | Cemento    | Marija Šarapova      | 4–6, 4–6       |
| 2010 | Australian Open (2) | Cemento    | Serena Williams      | 4–6, 6–3, 2–6  |

## Curiosità
- A Justine Henin è intitolato l'asteroide 11948 Justinehénin.